# Отрадовка (Херсонская область)
Отрадовка (укр. Одрадівка) — село в Новотроицкой поселковой общине Генического района Херсонской области Украины.
Население по переписи 2001 года составляло 1758 человек. Почтовый индекс — 75340. Телефонный код — 5548. Код КОАТУУ — 6524483001.

## История
Отрадовка расположена в 10 км к востоку от районного центра и в 6 км от автодороги Каховка — Новоалексеевка. Население — 1962 человека.
На территории села размещена центральная усадьба колхоза «Степовий» (хозяйство коммунистического труда), которым руководит Герой Социалистического Труда, член ЦК Компартии Украины В. М. Сторчак. За хозяйством закреплено 8700 га сельскохозяйственных угодий, в том числе 7900 га пахотной земли, из них 3200 га — орошаемой. 59 га занимают сады, 791 га — пастбища. Колхоз специализируется на выращивании нетелей, производит зерно, молоко и овощи. Подсобные предприятия — консервный завод, мельница, цех по производству гранул и травяной муки. 83 труженика удостоены орденов и медалей Союза ССР. Комбайнеру И. А. Луценко (ныне пенсионер) в 1966 г. присвоено звание Героя Социалистического Труда; он награждён двумя орденами Ленина и орденом Октябрьской Революции. Его родной брат, тоже комбайнер, Г. А. Луценко — кавалер трех орденов Ленина и ордена Октябрьской Революции. Ордена Ленина удостоены также механизаторы П. Н. Фисина, Н. Н. Буглак и И. И. Коваленко, ордена Октябрьской Революции — тракторист Н. Н. Сердюк. Колхоз — коллективный член Украинского общества советско-болгарской дружбы. Колхозники поддерживают дружественные связи с сельскими тружениками Народной Республики Болгарии: обмениваются делегациями, ведут с ними переписку.
В Отрадовке есть средняя школа (24 учителя и 301 учащийся), дом культуры с залом на 400 мест, 2 библиотеки с книжным фондом 18,5 тыс. экземпляров; фельдшерско-акушерский пункт, ясли-сад на 145 мест; комплекс общественного питания на 150 посадочных мест, сберкасса, отделение связи, АТС на 50 номеров, торговый комплекс, 4 магазина и кафе, дом быта. Улицы села заасфальтированы. Разбит парк культуры и отдыха; заложена березовая роща, создана зона отдыха с искусственным водоемом и лодочной станцией.
В 3 партийных организациях объединены 104 коммуниста, в комсомольской — 125 членов ВЛКСМ. Первая партийная и комсомольская ячейки созданы в 1923 году. Первое упоминание о селе в исторических источниках относится к 1820 г. Советская власть установлена в январе 1918 г. В 1920 г. в Отрадовке находился штаб 1-й Конной армии, откуда легендарные полководцы К. Е. Ворошилов и С. М. Буденный руководили боевыми действиями против врангелевцев. В апреле 1944 г. в селе размещался штаб командующего 4-м Украинским фронтом генерала армии Ф. И. Толбухина.
Здесь же находился начальник Генштаба и первый заместитель наркома обороны СССР Маршал Советского Союза А. М. Василевский. На фронтах Великой Отечественной войны защищали Родину 396 местных жителей, 147 из них за боевые подвиги награждены орденами и медалями ССР, 248 — погибли. 246 советским воинам-освободителям, похороненным в братской могиле, сооружен памятник. Установлен монумент Славы воинам-землякам, отдавшим жизнь за свободу и независимость Родины. В 1981 г. сооружен памятник В. И. Ленину.

## Известные жители и уроженцы
- Луценко, Иван Акимович (1912—1993) — Герой Социалистического Труда.
- Сторчак, Виталий Михайлович (род. 1931) — Герой Социалистического Труда.